# Eleccions legislatives daneses de 1913
Les eleccions legislatives daneses de 1913 se celebraren el 20 de maig de 1913. El més votat fou el Venstre, qui formà govern amb Det Radikale Venstre dirigit per Carl Theodor Zahle.
| Partit               | Líder | Vots    | %     | Escons | +/-   |       |
| -------------------- | ----- | ------- | ----- | ------ | ----- | ----- |
| Venstre              |       | 103,917 |       | 44     | -13   |       |
| Socialdemokratiet    |       | 107,365 |       | 32     | +8    |       |
| Det Radikale Venstre |       | 67,903  |       | 31     | +11   |       |
| Højre                |       | 81,404  |       | 7      | -6    |       |
| Total                | Total |         |       | 114    |       |       |
| Participació         |       |         |       |        |       |       |
| Font                 | Font  | [ 1 ]   | [ 1 ] | [ 1 ]  | [ 1 ] | [ 1 ] |